# Senna trichosepala
Senna trichosepala är en ärtväxtart som först beskrevs av Robert Hippolyte Chodat och Ernst Wilczek, och fick sitt nu gällande namn av Howard Samuel Irwin och Rupert Charles Barneby. Senna trichosepala ingår i släktet sennor, och familjen ärtväxter. Inga underarter finns listade i Catalogue of Life.